# Strand (bogserbåt)
 Bogserbåten Strand är en ångdriven svensk bogserbåt, som byggdes 1890 av J. & C.G.Bolinders Mek. Verkstad AB i Stockholm för firma Axell & Co i Sundsvall. Fartyget byggdes för bogsering av timmer till sågverken på Norrlandskusten. Hon såldes 1893 till ångsågverket i Fagervik, Fagerviks Trävaru AB. Strand hade därefter flera ägare: Herrängs Gruf AB i Herräng (1907–1909), Firma Jakobsson & Eriksson i Umeå (1909–1910)  Upsala Transport & Bogsering AB, omkring 1917 fusionerat med Stockholms Transport- och Bogseringsaktiebolag (1910–1917) samt Hellefors Bruks AB och dess moderbolag Wargöns AB (1917–1953). 
Strand ägdes mellan 1956 och 1975 av John Bergman & Son Mekaniska Verkstad AB i Motala och hette då Wulf II. Därefter har hon varit fritidsbåt.
Strand köptes 2020 av Föreningen Ångbogseraren Strand i Motala. Hon k-märktes av Sjöhistoriska museet 2021.